# هجوم سوكما 2018
في 13 مارس 2018، قُتل ما لا يقل عن تسعة من أفراد قوة الشرطة الاحتياطية المركزية وأصيب ستة آخرون عندما فجر الماويون سيارة محمية من الألغام بسيارة مفخخة بمنطقة سوكما في تشاتيسغار في الهند.

## الخلفية
وقع الهجوم بعد أحد عشر يومًا تقريبًا من قيام أفراد الأمن الهنود بقتل 10 ناكساليين مزعومين في غابات منطقة بيجابور في تشاتيسغار في 2 مارس. كما أنه جاء بعد عام تقريبًا من مقتل 25 على الأقل من أفراد قوة الشرطة الاحتياطية المركزية في واحدة من أعنف الهجمات من قبل المتمردين الماويين.

## الحادث
في 13 مارس 2018، انفجرت عبوة ناسفة عندما كانت وحدة من الكتيبة 212 التابعة لقوة الشرطة الاحتياطية المركزية تقوم بدورية في سيارة مضادة للألغام في غابة منطقة كيستارام بمنطقة سوكما في تشاتيسغار. قُتل ما لا يقل عن تسعة من أفراد قوة الشرطة الاحتياطية المركزية وأصيب ستة آخرون في الهجوم. لقد أدى الانفجار إلى انفصال المركبة وقد عُثر على بعض الجثث على بعد 20 إلى 30 قدمًا من موقع الانفجار. تم نقل المصابين جوًا في رايبور.
وفقًا للمدير العام قوة الشرطة الاحتياطية المركزية DM Awasthi، «كان هناك حوالي 11 رجلًا في السيارة. كان فريق الدورية في طريقه من كيستارام إلى بالودي في مركبة مضادة للألغام استهدفها الناكساليين بعبوة ناسفة». وقال إنهم «كانوا على بعد كيلومتر واحد فقط من أقرب معسكر في بالودي». ووفقًا له، فقد كان «هناك تبادل لاطلاق النار يحدث تقريبًا بشكل يومي. شنت قوات الأمن حملة عدوانية ضد الناكساليين».

## الاعتقالات
تم القبض على سبعة أفراد حددتهم السلطات وهم كومرام ساد، ومادكام جوغا، ومادكام هيندوا، وماندفي سوكا، ومادكام جانجا، وفانجام آيتا، وفنجام سينغا، ويُحقق معهم للاشتباه في تورطهم في الهجوم. تؤكد السلطات أن جميع الأعضاء السبعة هم من «ميليشيا يان». جميع المقبوض عليهم من سكان كيسترام في سوكما.

## ردود الأفعال
أعرب الرئيس الهندي رام نات كوفيند في تغريدة عن حزنه للهجوم وحيّا أفراد قوة الشرطة الاحتياطية المركزية الذين فقدوا أرواحهم. كما قدم تعازيه للأسر المكلومة وقال «ما زلنا حازمين في عزمنا على التصدي لهزيمة جميع أشكال الإرهاب».
حيا رئيس الوزراء الهندي ناريندرا مودي في تغريدة أفراد قوة الشرطة الاحتياطية المركزية الذين قتلوا في الهجوم وقال إن «الأمة تقف إلى جانب بعضها» مع عائلات وأصدقاء القتلى «في هذه الساعة الحزينة».
أعرب وزير الداخلية الهندي راجناث سينغ عن استيائه في تغريدة. كما أعرب عن تعازيه لأسر الذين فقدوا حياتهم في انفجار سوكما وصلى من أجل الشفاء العاجل للمصابين. وقال أيضًا: «تحدثت إلى DG قوة الشرطة الاحتياطية المركزية بشأن حادثة سوكما وطلبت منه المغادرة إلى تشاتيسغار».
أدان رئيس وزراء تشاتيسغار رامان سينغ «الهجوم الجبان».
غرَّد رئيس المؤتمر الوطني الهندي راهول غاندي أن الهجوم يعكس «تدهور الوضع الأمني الداخلي بسبب السياسات الخاطئة». كما وصف الهجوم بأنه «مأساوي» وأعرب عن تعازيه لأسر القتلى وتمنى الشفاء العاجل للمصابين.